# Physonota calochroma
Physonota calochroma är en skalbaggsart som först beskrevs av Blake 1965.  Physonota calochroma ingår i släktet Physonota och familjen bladbaggar.

## Underarter
Arten delas in i följande underarter:
- P. c. floridensis
- P. c. calochroma